# Scaptodrosophila eoundo
Scaptodrosophila eoundo är en tvåvingeart som först beskrevs av Tsacas och Chassagnard 1976.  Scaptodrosophila eoundo ingår i släktet Scaptodrosophila och familjen daggflugor. Inga underarter finns listade i Catalogue of Life.